# روی استرایکر
روی استرایکر (انگلیسی: Roy Stryker; ۵ نوامبر ۱۸۹۳ – ۲۷ سپتامبر ۱۹۷۵) عکاس، کتابدار، اقتصاددان، و روزنامه‌نگار اهل ایالات متحده آمریکا بود. از جمله افرادی که توسط وی در سازمان تأمین امنیت زراعت (FSA) استخدام شدند می‌توان به دوروتا لنگ، گوردون پارکس، جک دلانو، ماریون پووست ولکات، جان واشون، بن شان و واکر ایوانز اشاره کرد.